# Old Louisville
Le Vieux Louisville ou Old Louisville est un quartier historique situé dans la ville de Louisville dans l'État du Kentucky aux États-Unis. Ce quartier est un des rares quartiers du pays à disposer d'une aussi riche architecture victorienne. Les maisons sont faites généralement de briques et une forte concentration de celles-ci possède des vitraux. Plusieurs de ces bâtiments de l'époque victorienne ont une architecture romane. Le quartier est préservé en faisant partie du Registre national des lieux historiques du pays.
Old Louisville est constitué de 48 pâtés de maisons et se situe au nord du campus principal de l'université de Louisville et au sud du quartier des affaires de Downtown Louisville. 
Malgré son nom, le vieux Louisville n'est pas le plus vieux quartier de la ville. Ce quartier n'est apparu que 100 ans après la création de la ville. La ville est née le long de la rivière Ohio et ce n'est que 100 ans plus tard que le quartier maintenant nommé Vieux Louisville est apparu en tant qu'extension vers le sud du quartier de Downtown Louisville. Ce n'est que dans les années 1960 que le quartier fut renommé et son nom était à l'origine Southern Extension qui signifie extension du sud. Ayant connu une perte de population entre le début et le milieu du XXe siècle, le quartier s'est ensuite revitalisé notamment grâce aux étudiants de l'université proche et de jeunes travailleurs.